# UMS Montélimar
Union Montilienne Sportive Football, thường được gọi là UMS Montélimar, là một câu lạc bộ bóng đá Pháp có trụ sở tại xã Montélimar, thuộc huyện Drôme ở miền đông nam nước Pháp. Câu lạc bộ thi đấu các trận đấu trên sân nhà của mình tại Stade Alexandre Tropenas, nơi có sức chứa 3.500 khán giả.
Được thành lập vào ngày 26 tháng 6 năm 1924, câu lạc bộ tổ chức các đội trong một loạt các nhóm tuổi; đội bóng nam chính hiện đang chơi ở Division d'Honneur Rhône Alpes, giải hạng sáu của hệ thống giải bóng đá Pháp, và đã trải qua ba mùa giải ở Division 2 trong khoảng thời gian từ 1970 đến 1973.

## Danh hiệu
- Championnat de France Amateur Group Sud: 1968-69, 1969-70 [5]
- Division 4 bảng H: 1978-79
- Division d'Honneur Rhône-Alpes: 1989 Từ 90
- Division d'Honneur Lyonnais: 1961 2162